# Euphorbia ugandensis
Euphorbia ugandensis är en törelväxtart som beskrevs av Ferdinand Albin Pax och Käthe Hoffmann.
Euphorbia ugandensis ingår i släktet törlar och familjen törelväxter. Inga underarter finns listade i Catalogue of Life.